# 普雷蒂峰

46°20′36″N 12°25′13″E / 46.34333°N 12.42028°E
普雷蒂峰（義大利語：Cima dei Preti），是意大利的山峰，位於該國東北部，由弗留利-威尼斯朱利亞大區負責管轄，屬於卡尔尼凯前山的一部分，海拔高度2,703米，人類在1874年9月23日首次登頂。